# 伊藤昌亮
伊藤 昌亮（いとう まさあき、1961年 - ）は、日本の社会学者、情報学者。成蹊大学文学部現代社会学科教授。専門はメディア研究、デジタルメディア論、社会運動論、集合行動論。愛知淑徳大学現代社会学部准教授などを経て現職。インターネットやSNSなどデジタルメディアを介して生じる集合行動や社会運動、ネット炎上、世論形成といった現代社会の動向を社会学・メディア研究の視点から分析している。
著書に『炎上社会を考える』『ネット右派の歴史社会学』『デモのメディア論』『フラッシュモブズ』などがある。

## 経歴
1961年、栃木県生まれ。1985年、東京外国語大学外国語学部ドイツ語学科卒業。日本IBM、ソフトバンク株式会社などで勤務。2001年から2008年まで、東京大学大学院学際情報学府で修士・博士課程を修了。2010年12月、「フラッシュモブズ：儀礼と運動の交わるところ」により、東京大学から博士（学際情報学）の学位を取得。
2009年4月、愛知淑徳大学現代社会学部准教授、2010年4月より同大学メディアプロデュース学部准教授（学部改組による異動）。2015年4月から成蹊大学文学部教授。2023年7月から10月、ドイツ・エアランゲン大学日本学講座客員研究員。2025年4月より成蹊大学文学部長、大学院文学研究科長に就任。

## 研究・業績
2000年代初頭、2ちゃんねるで発生した「吉野家祭り」など、インターネットを介したコミュニケーションと集団的行動に関心を持ち、参与観察を踏まえた論文を執筆した。
SNSやデジタルメディアを通じて生じる集合行動や社会運動、ネット炎上、世論形成といった現代社会の現象を分析し、ネット社会における新しい群衆や運動、社会構造の変化を明らかにしている。また、ネット上で顕在化する「弱者男性」による弱者バッシングや炎上の背景にある社会的構造についても分析し、現代日本社会における「弱者」像や階層意識の変容を考察している。

## 論文
- CiNii 伊藤昌亮
- 伊藤昌亮 - researchmap

## 著書

### 単著
- 『フラッシュモブズ：儀礼と運動の交わるところ』NTT出版、2011年
- 『デモのメディア論：社会運動社会のゆくえ』筑摩書房（筑摩選書）、2012年
- 『ネット右派の歴史社会学：アンダーグラウンド平成史1990-2000年代』青弓社、2019年
- 『炎上社会を考える：自粛警察からキャンセルカルチャーまで』中公新書ラクレ、2022年

### 共著
- 『奇妙なナショナリズムの時代：排外主義に抗して』山崎望:編、岩波書店、2015年9月

### 訳書
- 『古いメディアが新しかった時：19世紀末社会と電気テクノロジー』キャロリン・マーヴィン:著、新曜社、2003年 - 吉見俊哉、水越伸共訳

### 寄稿
- 『現代思想』2022年12月号「『弱者男性論』の形成と変容：「2ちゃんねる」での動きを中心に」青土社[18][19]
- 『世界 2023年3月号』「ひろゆき論：なぜ支持されるのか、なぜ支持されるべきではないのか」岩波書店[3]
- 『世界 2024年9月号』「石丸現象とTikTok：若者世代のリアリティ」岩波書店[20]
- 『世界 2025年2月号』「『オールドなもの』への敵意：左右対立の消失と新たな争点」岩波書店[21][22]
- 『岩波講座 社会学 第13巻 政治・社会運動』（担当範囲「ネット右翼とは何か」）岩波書店、2025年8月[23]
- 「伊藤昌亮 - 朝日新聞コメントプラス」

ほか

## 出演
- 『ポリタスTV』「東京都知事選2024選挙特番 新“ネット地上戦”のゆくえ」YouTube、2024年7月7日[24]
- 『デモクラシータイムス』「雨宮処凛のせんべろ酒場：石丸・玉木・斉藤 現象を読み解く」YouTube、2025年1月31日

### ラジオ
- 『大竹まこと ゴールデンラジオ』「今の日本社会で起きている“弱者争い”とは？」文化放送、2023年4月
- 『荻上チキ・Session』「特集：クルド人めぐるSNS投稿をきっかけに考える～ネットの真実とデマ」TBSラジオ、2025年4月21日[25]

### テレビ
- 『5時スタ』「石丸伸二さんは『新しいポピュリズム』就職氷河期世代以降の中年世代が『石丸さんへの憧れ』で支持か 」テレビ愛知[26]
- 『報道1930』「衆議院選挙公示 “ネット右派”はどこへ／裏金議員の選挙区密着 比例復活ない戦い」BS-TBS、2024年10月15日
- 『ETV特集』「フェイクとリアル 川口 クルド人 真相」NHK Eテレ、2025年4月5日

ほか